# Sympycnidelphus sharpi
Sympycnidelphus sharpi är en tvåvingeart som beskrevs av Robinson 1964. Sympycnidelphus sharpi ingår i släktet Sympycnidelphus och familjen styltflugor.
Artens utbredningsområde är Tennessee. Inga underarter finns listade i Catalogue of Life.